# Salih Uçan
Salih Uçan (Marmaris, 6 gennaio 1994) è un calciatore turco, centrocampista del Beşiktaş.

## Carriera

### Club

#### Bucaspor
Cresciuto nel vivaio del Bucaspor, esordisce il 29 settembre 2011, nella gara contro il Konyaspor.
Nel corso della stagione si ritaglia lo spazio necessario per totalizzare a fine stagione ben 24 presenze con una rete.

#### Fenerbahçe
La stagione successiva passa al Fenerbahçe, con il quale fa il suo esordio il 29 ottobre 2012 nella gara contro l'Antalyaspor totalizzando a fine stagione 10 presenze e tre reti in campionato. Nella stessa stagione esordisce in Europa League, nella gara contro il Bate, totalizzando alla fine 7 presenze ed una rete. Accumula inoltre 9 presenze in Coppa di Turchia, ma non è convocato nella vittoriosa finale contro il Trabzonspor.
Nella stagione 2013-2014 fa parte della rosa che conquista il diciannovesimo titolo nazionale per i Canarini, scendendo in campo 16 volte senza mai segnare.

#### Roma
Il 7 luglio 2014 si trasferisce alla Roma con la formula del prestito oneroso annuale, estendibile di un ulteriore anno, a fronte di un corrispettivo di 4,75 milioni di euro. L'accordo prevede inoltre il diritto d'opzione sull'acquisizione delle prestazioni del giocatore a titolo definitivo per un valore di 11 milioni di euro a decorrere dalla stagione 2016-2017. Il suo esordio in campionato avviene il 18 ottobre 2014, nella gara vinta 3-0 dai capitolini contro il Chievo, subentrando all'87º minuto al posto di Radja Nainggolan. A causa di due infortuni subiti alla coscia sinistra, complici anche le difficoltà con la lingua e di ambientamento, nella prima parte di stagione non viene quasi mai impiegato. Il 22 marzo arriva la sua prima gara da titolare dove contribuisce alla vittoria sul Cesena per 1-0 fornendo a De Rossi l'assist per il gol decisivo. Conclude la sua prima stagione totalizzando 4 presenze.
Nella sua seconda stagione, esordisce il 23 settembre contro la Sampdoria, gara persa 2-1 dai giallorossi, subentrando al 87º minuto al posto di Mohamed Salah. Termina la seconda stagione con solo 5 presenze (esordendo in Champions League e giocando da titolare in Coppa Italia) e non ottenendo spazio col nuovo tecnico Spalletti la società dichiara che il giocatore non verrà riscattato dal prestito biennale (11 mln di riscatto).

#### Ritorno al Fenerbahçe e prestito al Sion
Il 1º luglio 2016 torna in Turchia dopo non essere stato riscattato dalla Roma. Gioca 11 partite di campionato e nell’estate del 2017 passa in prestito al Sion. Dopo 19 presenze e 2 gol torna al Fenerbahçe.

#### Empoli
Il 16 agosto 2018 torna in Serie A, accasandosi in prestito all'Empoli neopromosso. Il 21 ottobre seguente sigla la prima rete nella massima serie, nel rocambolesco pareggio per 3-3 in casa del Frosinone, alla sua prima presenza in campionato. Il 31 gennaio 2019, dopo 6 presenze e 1 gol, viene riscattato nell’ambito del trasferimento in Turchia di Miha Zajc. Nonostante l'Empoli lo abbia riscattato nel mercato di gennaio, rimarrà svincolato dopo la retrocessione in Serie B della squadra toscana. Finirà la stagione con 14 presenze ed 1 goal segnato.

### Nazionale
Ha fatto tutta la trafila delle nazionali giovanili Turche giocando per l'Under-15 (6 presenze), per l'Under-16 (14 presenze e 1 gol), per l'Under-17 (7 presenze), per l'Under-18 (3 presenze) , per l'Under-19 (13 presenze), per l'Under-20 (4 presenze e 1 gol) e per la Nazionale Turca Under-21 con cui gioca tuttora (13 presenze finora).
Ha esordito in Nazionale maggiore della Turchia il 15 novembre 2013 nell'amichevole vinta per 1-0 sull'Irlanda del Nord, unica sua presenza in nazionale fino a quasi 10 anni dopo, quando torna a disputare una presenza, esattamente il 19 giugno 2023, nella gara vinta 2-0 contro il Galles di qualificazione ad Euro 2024.

## Statistiche

### Presenze e reti nei club
Statistiche aggiornate al 26 maggio 2024.
| Stagione          | Squadra           | Campionato        | Campionato | Campionato | Coppe nazionali | Coppe nazionali | Coppe nazionali | Coppe continentali | Coppe continentali | Coppe continentali | Altre coppe | Altre coppe | Altre coppe | Totale | Totale |
| Stagione          | Squadra           | Comp              | Pres       | Reti       | Comp            | Pres            | Reti            | Comp               | Pres               | Reti               | Comp        | Pres        | Reti        | Pres   | Reti   |
| ----------------- | ----------------- | ----------------- | ---------- | ---------- | --------------- | --------------- | --------------- | ------------------ | ------------------ | ------------------ | ----------- | ----------- | ----------- | ------ | ------ |
| 2010-2011         | Bucaspor          | SL                | 0          | 0          | TK              | 2               | 0               | -                  | -                  | -                  | -           | -           | -           | 2      | 0      |
| 2011-2012         | Bucaspor          | 1L                | 24         | 1          | TK              | 1               | 0               | -                  | -                  | -                  | -           | -           | -           | 25     | 1      |
| Totale Bucaspor   | Totale Bucaspor   | Totale Bucaspor   | 24         | 1          |                 | 3               | 0               |                    | 0                  | 0                  | -           | -           | -           | 27     | 1      |
| 2012-2013         | Fenerbahçe        | SL                | 10         | 3          | TK              | 9               | 0               | UEL                | 7                  | 1                  | ST          | 0           | 0           | 26     | 4      |
| 2013-2014         | Fenerbahçe        | SL                | 16         | 0          | TK              | 1               | 0               | UCL                | 0                  | 0                  | ST          | 0           | 0           | 17     | 0      |
| 2014-2015         | Roma              | A                 | 4          | 0          | CI              | 0               | 0               | UCL+UEL            | 0                  | 0                  | -           | -           | -           | 4      | 0      |
| 2015-2016         | Roma              | A                 | 3          | 0          | CI              | 1               | 0               | UCL                | 2                  | 0                  | -           | -           | -           | 6      | 0      |
| Totale Roma       | Totale Roma       | Totale Roma       | 7          | 0          |                 | 1               | 0               |                    | 2                  | 0                  | -           | -           | -           | 10     | 0      |
| 2016-2017         | Fenerbahçe        | SL                | 11         | 0          | TK              | 7               | 1               | UCL+UEL            | 2+4                | 0                  | -           | -           | -           | 24     | 1      |
| Totale Fenerbahçe | Totale Fenerbahçe | Totale Fenerbahçe | 37         | 3          |                 | 17              | 1               |                    | 13                 | 1                  |             | -           | -           | 67     | 5      |
| 2017-2018         | Sion              | SL                | 19         | 2          | CS              | 1               | 0               | UEL                | -                  | -                  | -           | -           | -           | 20     | 2      |
| 2018-2019         | Empoli            | A                 | 14         | 1          | CI              | 0               | 0               | -                  | -                  | -                  | -           | -           | -           | 14     | 1      |
| 2019-2020         | Alanyaspor        | SL                | 26         | 1          | TK              | 8               | 0               | -                  | -                  | -                  | -           | -           | -           | 34     | 1      |
| 2020-2021         | Alanyaspor        | SL                | 35         | 2          | TK              | 4               | 1               | UEL                | 1                  | 0                  | -           | -           | -           | 40     | 3      |
| Totale Alanyaspor | Totale Alanyaspor | Totale Alanyaspor | 61         | 3          |                 | 12              | 1               |                    | 1                  | 0                  | -           | -           | -           | 74     | 4      |
| 2021-gen. 2022    | Besiktas          | SL                | 10         | 0          | TK              | -               | -               | UCL                | 5                  | 0                  | -           | -           | -           | 15     | 0      |
| gen.-giu. 2022    | Basaksehir        | SL                | 10         | 0          | TK              | -               | -               | -                  | -                  | -                  | -           | -           | -           | 10     | 0      |
| 2022-2023         | Besiktas          | SL                | 29         | 3          | TK              | 3               | 0               | -                  | -                  | -                  | -           | -           | -           | 32     | 3      |
| 2023-2024         | Besiktas          | SL                | 23         | 1          | TK              | 5               | 3               | UECL               | 10                 | 1                  | -           | -           | -           | 38     | 5      |
| Totale Besiktas   | Totale Besiktas   | Totale Besiktas   | 62         | 4          |                 | 8               | 3               |                    | 15                 | 1                  | -           | -           | -           | 85     | 8      |
| Totale carriera   | Totale carriera   | Totale carriera   | 234        | 14         |                 | 42              | 5               |                    | 31                 | 2                  |             | -           | -           | 307    | 21     |

### Cronologia presenze e reti in nazionale
| Cronologia completa delle presenze e delle reti in nazionale ― Turchia | Cronologia completa delle presenze e delle reti in nazionale ― Turchia | Cronologia completa delle presenze e delle reti in nazionale ― Turchia | Cronologia completa delle presenze e delle reti in nazionale ― Turchia | Cronologia completa delle presenze e delle reti in nazionale ― Turchia | Cronologia completa delle presenze e delle reti in nazionale ― Turchia | Cronologia completa delle presenze e delle reti in nazionale ― Turchia | Cronologia completa delle presenze e delle reti in nazionale ― Turchia |
| Data                                                                   | Città                                                                  | In casa                                                                | Risultato                                                              | Ospiti                                                                 | Competizione                                                           | Reti                                                                   | Note                                                                   |
| ---------------------------------------------------------------------- | ---------------------------------------------------------------------- | ---------------------------------------------------------------------- | ---------------------------------------------------------------------- | ---------------------------------------------------------------------- | ---------------------------------------------------------------------- | ---------------------------------------------------------------------- | ---------------------------------------------------------------------- |
| 15-11-2013                                                             | Adana                                                                  | Turchia                                                                | 1 – 0                                                                  | Irlanda del Nord                                                       | Amichevole                                                             | -                                                                      | 67’                                                                    |
| 19-6-2023                                                              | Samsun                                                                 | Turchia                                                                | 2 – 0                                                                  | Galles                                                                 | Qual. Euro 2024                                                        | -                                                                      | 89’                                                                    |
| 12-9-2023                                                              | Genk                                                                   | Giappone                                                               | 4 – 2                                                                  | Turchia                                                                | Amichevole                                                             | -                                                                      | 46’                                                                    |
| Totale                                                                 |                                                                        | Presenze                                                               | 3                                                                      |                                                                        | Reti                                                                   | 0                                                                      |                                                                        |

| Cronologia completa delle presenze e delle reti in nazionale ― Turchia under 21 | Cronologia completa delle presenze e delle reti in nazionale ― Turchia under 21 | Cronologia completa delle presenze e delle reti in nazionale ― Turchia under 21 | Cronologia completa delle presenze e delle reti in nazionale ― Turchia under 21 | Cronologia completa delle presenze e delle reti in nazionale ― Turchia under 21 | Cronologia completa delle presenze e delle reti in nazionale ― Turchia under 21 | Cronologia completa delle presenze e delle reti in nazionale ― Turchia under 21 | Cronologia completa delle presenze e delle reti in nazionale ― Turchia under 21 |
| Data                                                                            | Città                                                                           | In casa                                                                         | Risultato                                                                       | Ospiti                                                                          | Competizione                                                                    | Reti                                                                            | Note                                                                            |
| ------------------------------------------------------------------------------- | ------------------------------------------------------------------------------- | ------------------------------------------------------------------------------- | ------------------------------------------------------------------------------- | ------------------------------------------------------------------------------- | ------------------------------------------------------------------------------- | ------------------------------------------------------------------------------- | ------------------------------------------------------------------------------- |
| 6-2-2013                                                                        | Istanbul                                                                        | Turchia under 21                                                                | 2 – 0                                                                           | Norvegia under 21                                                               | Amichevole                                                                      | -                                                                               | 76’                                                                             |
| 13-8-2013                                                                       | Varsavia                                                                        | Polonia under 21                                                                | 3 – 1                                                                           | Turchia under 21                                                                | Qual. Europeo Under-21 2015                                                     | -                                                                               | 77’                                                                             |
| 11-10-2013                                                                      | Antalya                                                                         | Turchia under 21                                                                | 1 – 0                                                                           | Grecia under 21                                                                 | Qual. Europeo Under-21 2015                                                     | -                                                                               | 87’                                                                             |
| 15-10-2013                                                                      | Antalya                                                                         | Turchia under 21                                                                | 1 – 0                                                                           | Polonia under 21                                                                | Qual. Europeo Under-21 2015                                                     | -                                                                               | 46’                                                                             |
| 5-3-2014                                                                        | Katerini                                                                        | Grecia under 21                                                                 | 2 – 1                                                                           | Turchia under 21                                                                | Qual. Europeo Under-21 2015                                                     | -                                                                               | 77’                                                                             |
| 5-9-2014                                                                        | Ta' Qali                                                                        | Malta under 21                                                                  | 0 – 3                                                                           | Turchia under 21                                                                | Qual. Europeo Under-21 2015                                                     | -                                                                               |                                                                                 |
| 9-9-2014                                                                        | Halmstad                                                                        | Svezia under 21                                                                 | 4 – 3                                                                           | Turchia under 21                                                                | Qual. Europeo Under-21 2015                                                     | -                                                                               |                                                                                 |
| 13-11-2014                                                                      | Kiev                                                                            | Ucraina under 21                                                                | 2 – 0                                                                           | Turchia under 21                                                                | Amichevole                                                                      | -                                                                               | 51’, 57’                                                                        |
| 4-9-2015                                                                        | Istanbul                                                                        | Turchia under 21                                                                | 0 – 1                                                                           | Australia under 21                                                              | Amichevole                                                                      | -                                                                               | 46’                                                                             |
| 8-9-2015                                                                        | Istanbul                                                                        | Turchia under 21                                                                | 0 – 1                                                                           | Paesi Bassi under 21                                                            | Qual. Europeo Under-21 2017                                                     | -                                                                               |                                                                                 |
| 9-10-2015                                                                       | Barysaŭ                                                                         | Bielorussia under 21                                                            | 0 – 2                                                                           | Turchia under 21                                                                | Qual. Europeo Under-21 2017                                                     | -                                                                               | 87’                                                                             |
| 12-11-2015                                                                      | Larnaca                                                                         | Cipro under 21                                                                  | 0 – 3                                                                           | Turchia under 21                                                                | Qual. Europeo Under-21 2017                                                     | -                                                                               | cap.                                                                            |
| 29-3-2016                                                                       | Myjava                                                                          | Slovacchia under 21                                                             | 5 – 0                                                                           | Turchia under 21                                                                | Qual. Europeo Under-21 2017                                                     | -                                                                               |                                                                                 |
| 6-9-2016                                                                        | Istanbul                                                                        | Turchia under 21                                                                | 1 – 0                                                                           | Bielorussia under 21                                                            | Qual. Europeo Under-21 2017                                                     | -                                                                               | cap.                                                                            |
| 6-10-2016                                                                       | Alkmaar                                                                         | Paesi Bassi under 21                                                            | 0 – 0                                                                           | Turchia under 21                                                                | Qual. Europeo Under-21 2017                                                     | -                                                                               | cap.                                                                            |
| 10-11-2016                                                                      | Berlino                                                                         | Germania under 21                                                               | 1 – 0                                                                           | Turchia under 21                                                                | Amichevole                                                                      | -                                                                               | cap.                                                                            |
| Totale                                                                          |                                                                                 | Presenze                                                                        | 16                                                                              |                                                                                 | Reti                                                                            | 0                                                                               |                                                                                 |

## Palmarès

### Club

#### Competizioni nazionali
- Coppa di Turchia: 1

Fenerbahçe: 2012-2013
Beşiktaş: 2023-2024
- Campionato turco: 1

Fenerbahçe: 2013-2014
- Supercoppa di Turchia: 2

Besiktas: 2021, 2024